# 浅沼商会
株式会社浅沼商会（あさぬましょうかい）は、写真映像用品を扱う商社で、各種写真器材の輸入販売、卸売りを手がけている。

## 沿革

### 創業
創業者の浅沼藤吉（1852-1929年、安房国滝口村出身）は日本橋の薬問屋を出てから写真館相手に湿板写真の薬品の行商をしたのち、1871年に東京呉服町に写真材料専門店「浅沼商会」の看板を上げた。
1875-76年頃に王子製紙に託して写真台紙の国産化を進め、1877年京都支店を、1878年大阪支店を開設した。当初は輸入の困難から外国商人から仕入れていたが、写真師の増加に伴い1877年頃から直輸入に踏み切った。1881年頃からは宮内省の写真材料の御用も務めた。上野彦馬にスワン乾板を示教されて以来、乾板を輸入していたが、実弟の吉田勝之助を米国に留学させ、帰国後の1884年に平河町に東京乾板製造会社を創設し、1891年に雑誌「写真新報」を創刊。本所横網町にカメラと付属品の工場を設立し、パリ万国博覧会 (1900年)に自社製品を出品。その後日本橋区本町に本店を置き、シベリア、東インド、南洋などにも自社製品を輸出するなど、写真材料・機器の製造・販売で写真工業業界をリードした。

### 小西六と切磋琢磨
小西屋六兵衛店（現コニカミノルタ）とは1軒挟んだ隣同士で、ライバル意識もあってか顧客サービスを重視し、両店とも評判は上々であった。金持ちの写真旅行には随行し荷物持ちやご機嫌取りをし、有名な写真大尽の鹿嶋清兵衛が旅先でお金を使い果たして泣きついて来た時などは東京から大金を取り寄せて用立てたという。
1906年、不正業者を断ち写真機材の交換を組織的に行う目的で東京写真材料商組合が結成された。当時は取引の系列は浅沼派と小西派に分かれていたため、両派で1年おきに組合長を担当することになった。

### 卸売りに転業
第一次世界大戦後の好景気で小回りの利く小規模写真材料商の数も増えたことから、浅沼は卸売問屋に転じた。
古くからKINGという自社ブランド名（日本国登録商標第90625号の12、1918年）で、写真用台紙、アルバム、現像用品、撮影用品などを販売している。1928年（昭和3年）に株式会社会社として登記。本社は東京都中央区日本橋小舟町のヤクシビルに所在する。
また、グループ企業としてアクメルがあった。

## 年譜
- 1871年（明治4年） - 創業[2]。
- 1928年（昭和3年） - 会社登記。
- 1978年（昭和53年） - 産業機材事業部を設立。医療分野用途高画質熱転写プリンタ、産業分野用途高画質プリンタ、赤外線サーモグラフィー製品、ハイスピードカメラ、顕微鏡システム、DICOM関連製品などを取り扱う部門。取引先は、諸官庁はじめ企業法人 学校法人など。
- 1980年代 - ミノックス判カメラ「ACMEL（アクメル）」及び同フィルムの販売。オシロスコープCRTフードカメラ開発製造販売。インスタントフィルム証明書撮影カメラ開発製造販売。
- 2004年4月 産業機材事業部、ISO14001 環境マネジメントシステム認証
- 2006年 - キャビン工業からCABIN映像機器製品の営業マーケティングを受託する。
- 2008年2月 - 営業部門が東京都千代田区平河町から千葉県浦安市入船の新浦安センタービルディング（現：NBF新浦安タワー）へ移転。
- 2010年3月 - ホームページURLが変更。
- 2010年4月 - 営業部門千葉県浦安市入船のビル名表記がNBF新浦安タワーに変更。

## 出版物
- 『写真薬局 : いろは引』1897年。
- 『実地応用写真之栞』1897年。
- 『最近印画法』1897年。
- 『最近印画法』1899年。
- 『寫眞機械及薬品 : 寫眞版及石版器具 : 圖解目録』1901年。
- 『第五回内国勧業博覧会写真帖』1903年。
- 『第五回内国勧業博覧会』1903年。
- 『The Osaka exhibition 1903』1903年。
- 『実用写真術〔全〕』1903年。
- 『第五回内國勸業博覽會』1903年。
- 『紀念写真大会誌』1903年。
- 『写真製版術全書』1904年。
- 『最近印画法 [第2編]』1904年。
- 『最近印畫法 : 諸印畫紙製法并に使用法』1904年。
- 『最近印画法. 第2編 (諸印画紙製法并に使用法)』1904年。
- 『写真機械材料目録』1907年。
- 『寫真藥局 : いろは引』1907年。
- 『写真家の侶伴』1907年。
- 『写真機械材料目録』1907年。
- 『いろは引写真薬局』1907年。
- 『写真機械材料目録』1907年。
- 『優等印画集. 第5,6,11-14号』1907年。
- 『写真鏡玉』1908年。
- 『シード乾板使用法・アリスト紙の取扱法』1908年。
- 『優等印画集 第11号』1908年。
- 『優等印画集 第12号』1908年。
- 『優等印画集 第13巻』1908年。
- 『優等印画集 第5号』1908年。
- 『優等印画集 第14号』1908年。
- 『優等印画集 第6号』1908年。
- 『写真全書. 第1巻(乾板陰画編)』1909年。
- 『乾板陰畫編』1909年。
- 『寫真鏡玉』1909年。
- 『写真鏡玉』1909年。
- 『写真全書 第1巻』1909年。
- 『乾板陰画編 写真全書 第1巻』1909年。
- 『実用写真術』1910年。
- 『写真にうつる心得』1910年。
- 『写真術の常識』1910年。
- 『写真機械材料目録 1912-13』1912年。
- 『写真機械材料目録 1912』1912年。
- 『寫眞機械材料目録 = Catalogue photo supplies』1912年。
- 『実用写真術』1913年。
- 『写真画のつくり方』1918年。
- 『写真綱要』1918年。
- 『写真の手引 アサヌマシリーズ ; 第1編』1920年。
- 『實用冩眞術』1920年。
- 『優秀印画集. [第1,2輯]』1921年。
- 『印画紙焼附実物標準アルバム』1922年。
- 『優秀印画集 第2輯』1922年。
- 『優秀印画集 第1輯』1922年。
- 『浅沼商会写真機械材料目録』1923年。
- 『写真機械材料目録』1923年。
- 『写真機械材料目録 1923』1923年。
- 『写真画の見方講評集 : 解剖図附』1924年。
- 『写真画のつくり方』1924年。
- 『写真機械材料目録』1929年。
- 『Film cardによるinformation retrieval patent』。
- 『クリーノ・システムの応用について』。